# 岜蒙水库
岜蒙水库是中国广西壮族自治区百色市靖西市境内的一座水库，位于右江流域岜蒙河上，建于1960年。水库正常库容为6319万立方米，集雨面积为190平方千米，海拔为799.16米。